# ISO 3166-2:TG

Localisation du Togo en Afrique de l'Ouest.

ISO 3166-2:TG est le code des subdivisions du Togo dans la codification ISO 3166-2.
| Code | Nom des subdivisions |
| ---- | -------------------- |
| TG-C | Région centrale      |
| TG-K | Région de la Kara    |
| TG-M | Région maritime      |
| TG-P | Région des plateaux  |
| TG-S | Région des savanes   |